# Трояновський Валентин Миколайович
Трояновський Валентин Миколайович (1 червня 1939, Київ — 18 січня 2012, Київ) — радянський український футболіст, що грав на позиції лівого півзахисника та нападника.

## Біографія
Валентин Трояновський народився в Києві 1 червня 1939 року.
Легендарний дитячий тренер Степан Синиця залучив його в дитячу команду заводу «Ленінська кузня», звідки його перевели в ФШМ.
У 15-річному віці був зарахований в дубль «Динамо» (Київ), але через порушення режиму кілька разів відраховувався з команди, граючи за «Колгоспник» (Рівне) та «Локомотив» (Вінниця). В основному складі «Динамо» дебютував в 1960 році, зігравши 54 матчі і відзначившись 12 голами.
В 1964 році посаду головного тренера "Динамо "зайняв Віктор Маслов. З приходом нового тренера Трояновський став все рідше потрапляти в стартовий склад, знову пішли порушення спортивного режиму і незабаром, у травні 1964 року, Валентин Трояновський остаточно був відрахований з команди, після чого знову повернувся у вінницький «Локомотив», де відіграв наступні два з половиною року.
У 1967 році нападник переходить в одеський «Чорноморець», який виступав у класі «А», але закріпитися в команді не зміг і вже наступний сезон розпочав у «Кривбасі», де стабільно виходив на поле, забивши за клуб 12 м'ячів. Закінчував свою ігрову кар'єру Трояновський в Южно-Сахалінську, у місцевій команді другої ліги «Сахалін».
Закінчивши активні виступи, Трояновський нетривалий час тренував дітей у футбольній секції при заводі «Більшовик», але тренерську роботу залишив. Працював робітником на київських підприємствах. Регулярно грав за різні ветеранські команди.
Помер у ніч з 17 на 18 січня 2012 року

## Досягнення
- Майстер спорту СРСР: 1960
- Чемпіон СРСР: 1961
- Медаль «За працю і звитягу»: 2011[3].